# دندان‌خنجری‌ها
دندان‌خنجری‌ها (نام علمی: Machairodontinae) یک زیرخانواده منقرض‌شده در طبیعت از گوشت‌خوارسانان پستاندار و از خانواده گربه‌ایان است که بین دورهای میوسن تا هولوسن در آسیا، آفریقا، آمریکای شمالی، آمریکای جنوبی و اروپا زندگی می‌کردند. این زیرخانواده از گربه‌ایان شامل تعداد قابل‌توجه‌ای از پستانداران درنده می‌شود که به خاطر داشتن دندان‌های نیش بلند و خمیده در فک بالای خود از آن‌ها به عنوان گربه دندان‌خنجری یاد می‌شود و از جمله این جانوران می‌توان سرده مشهور چاقودندان را نام برد. نزدیک‌ترین نیای مشترک دندان‌خنجری‌ها و گربه‌ایان امروزی گربه‌نما نام داشت که حدود ۲۰ میلیون سال پیش می‌زیست.

## رفتار

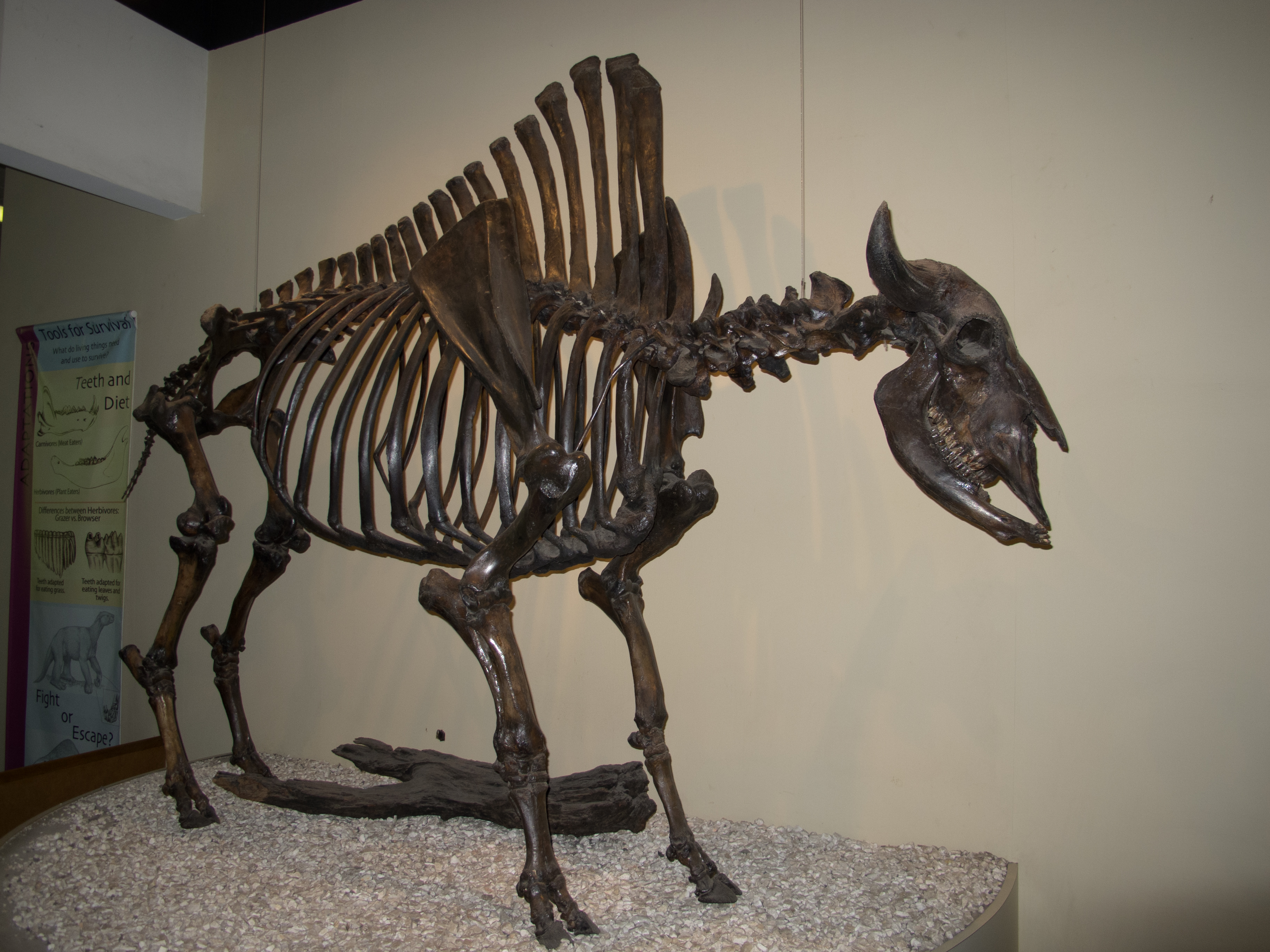
بیزون باستانی نیای بیزون آمریکایی امروزی و از جمله مهم‌ترین طعمه‌های چاقودندان بوده‌است.

دندان‌خنجری‌ها برای شکار گیاه‌خواران بزرگ و خیلی بزرگ سازگاری پیدا کرده بودند. پژوهش‌ها نشان می‌دهند که دندان‌خنجری‌هایی همچون چاقودندان بیشتر به شکار اسب و بیزون می‌پرداختند درحالی که گونه‌هایی دیگر مانند همان‌دد بیشتر به شکار بچه‌ماموت‌ها و ماموت‌های ضعیف می‌پرداخته‌اند. یکی از بحث‌برانگیزترین موضوعات پیرامون دندان‌خنجری‌ها وجود زندگی و شکار گروهی در میان برخی از آن‌هاست. برخی شواهد مانند مرگ همزمان تعداد زیادی از دندان‌خنجری‌های یک گونه در کنار یکدیگر به این موضوع دلالت می‌کنند درحالی که بررسی مغز دندان‌خنجری‌ها نشان می‌دهد که این جانوران در مقایسه با پستاندارانی مانند گرگ و شیر که به صورت گروهی زندگی و شکار می‌کنند مغزهایی کوچک و ساده داشتند و احتمالاً نمی‌توانستند رفتارهای پیچیده اجتماعی را از خود نشان دهند.